# 'O carabiniere/'A malavita
'O carabiniere/'A malavita, pubblicato nel 1972, è un singolo del cantante italiano Mario Trevi.

## Descrizione
Il disco contiene due brani inediti di Mario Trevi. I brani rientrano nel genere cosiddetto di giacca e di cronaca, ritornato in voga a Napoli durante gli anni settanta, che faranno rinascere il genere teatrale della Sceneggiata. Nel 1972, dal brano 'O carabiniere, Trevi ne porterà in scena la sua prima sceneggiata (omonima), scritta da Gaetano Di Maio. Nel 1981 il brano ispirerà il film Il carabiniere, con Massimo Ranieri, Fabio Testi ed Enrico Maria Salerno. Nel film Trevi sarà scelto per interpretare il ruolo del protagonista, ma vedendo i cambiamenti della trama decise di rinunciare al ruolo.

## Tracce
- Lato A

1. 'O carabiniere (Palumbo, Barrucci, Aterrano, Gallo)

- Lato B

1. 'A malavita (Sciotti, Barrucci, Aterrano, Gallo)